# قنال جي
قنال جي (بالفرنسية: Canal J
)‏ هي قناة تلفزيونية فرنسية مدفوعة الأجر مخصصة لبرامج الأطفال، تستهدف من هم في سن السابعة وصولًا إلى الثانية عشر. أُنشئت في 23 ديسمبر 1985. بمبادرة من شركة هاشيت الفرنسية.

## روابط خارجية
- الموقع الرسمي لقنال جي